# Земля Ізраїльська
Про країну, найбільш тісно пов'язаної з Землею Ізраїльською, див. «Ізраїль». Див також «Історія Ізраїлю», «Палестина».

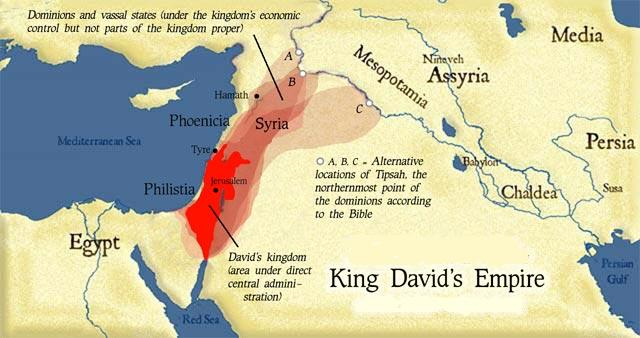

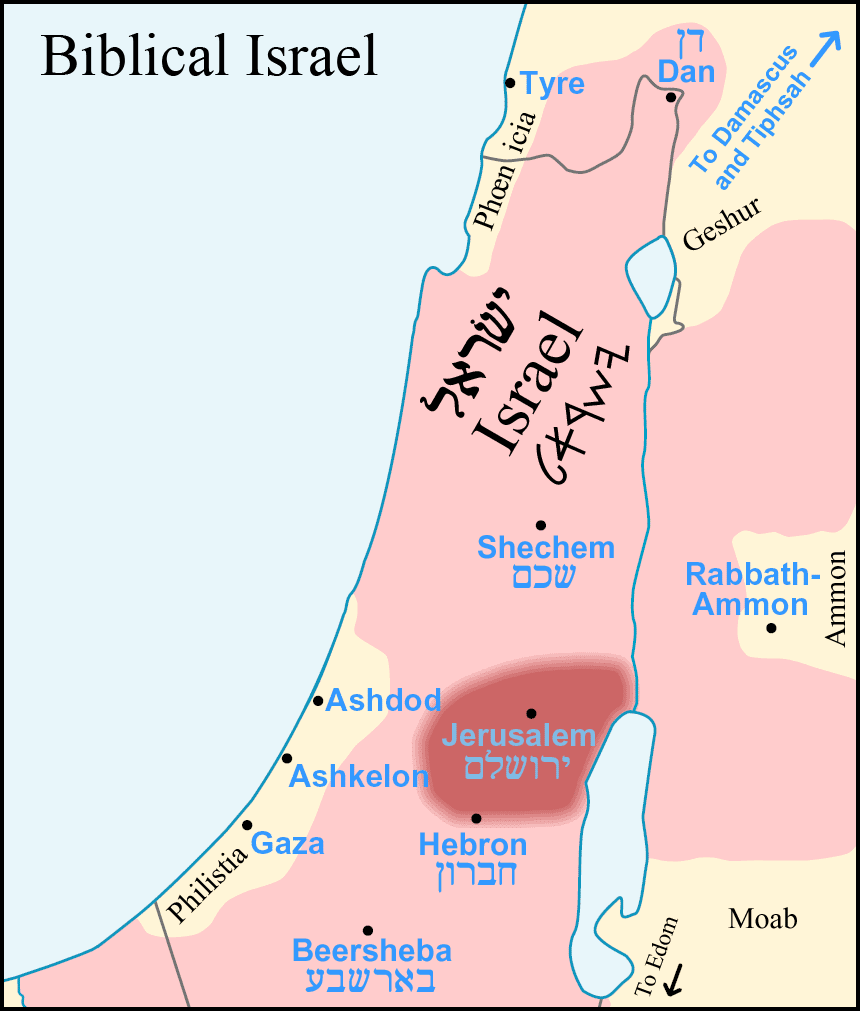

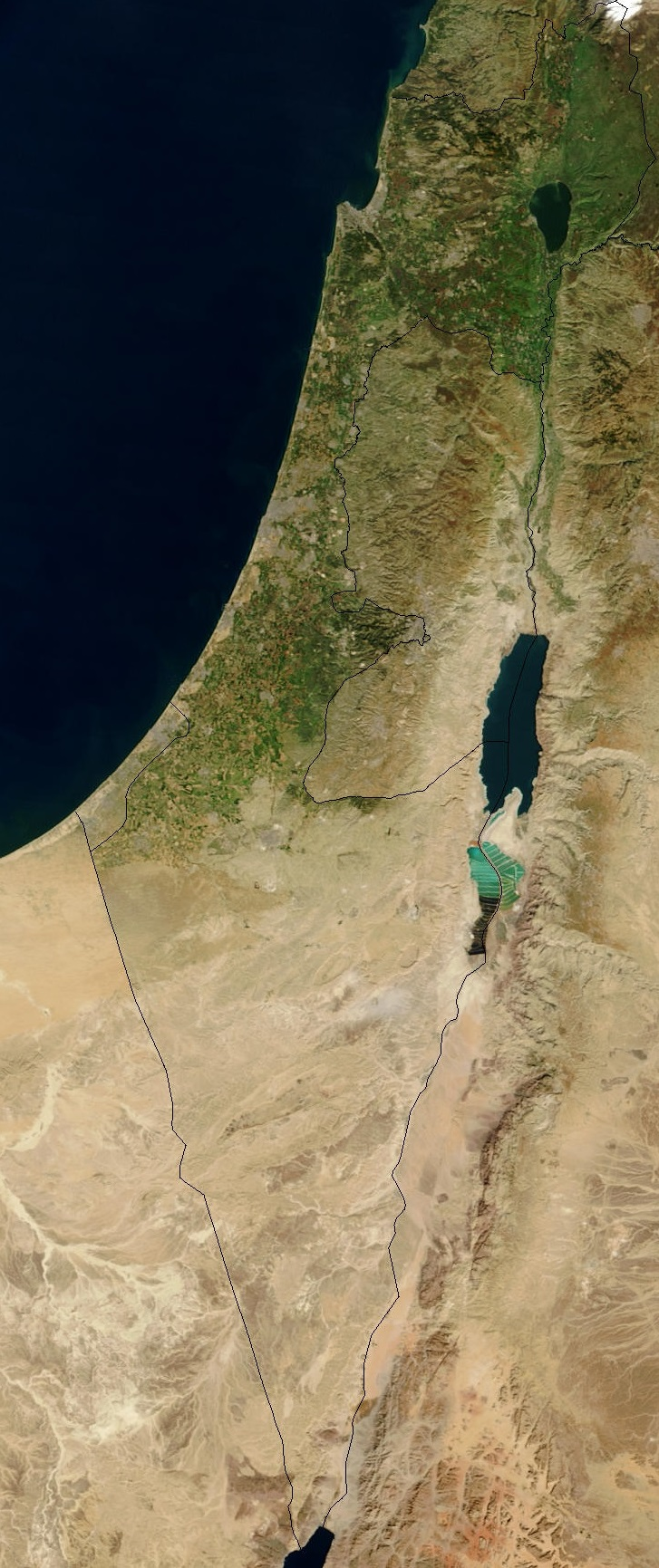
Супутниковий знімок Землі Ізраїльської, включаючи частини Держави Ізраїль, Лівана, Йорданії, Сирії та Єгипту. Січень 2003

Земля́ Ізра́їльська (івр. אֶרֶץ יִשְׂרָאֵל,Ерец-Ісраель), також Земля́ Обітова́на, Свята земля — історичний термін і поняття в юдаїзмі та християнстві, що відноситься до регіону, сьогодні найбільш тісно пов'язаного з Державою Ізраїль, протягом всієї історії, починаючи від біблійних часів до наших днів. Проте історична область Ерец-Ізраель не ідентична ні території сучасного Ізраїлю, ні території стародавніх єврейських царств, і слід розрізняти ці поняття. У 21ому столітті[коли?] на території історичної області Землі Ізраїльської розташовані частини південного Лівану, Йорданії, Сирії, повністю Західний Берег та Сектор Гази.
За визначенням, даним в П'ятикнижжі Мойсеєвім — це територія між річкою Йордан та Середземним морем. Північна межа — трохи на північ від сучасної Ізраїльської, по річці Літані, хоча думки середньовічних коментаторів про точні межі розходяться. У П'ятикнижжі цей регіон називається Ханаан (івр. К'наан), «земля, що тече молоком і медом», землі семи народів (з повним чи неповним переліком), нерідко по контексту просто «ця земля»; власне, назва Ерец-Ісраель вперше використана в Біблії і часто зустрічається у Єзекіїля та в пізніших джерелах.
У юдаїзмі та біблійній історії термін Земля Ізраїльська використовується як найменування Землі Обітованої, даної всім 12 племенам Ізраїлевим Господом, де мають силу багато з 613 заповідей юдаїзму, не застосовуються поза нею (наприклад, пов'язані з храмовою службою, десятиною, суботнім роком). Ізраїль — ім'я, дане біблійному патріархові Якову, — також означає єврейський народ (тобто спільність нащадків Якова, без зв'язку з певною територією), а також Ізраїльське царство, після його розколу — назва північного Ізраїльського царства (на відміну від Юдейського південного царства).
Після того, як римський імператор Адріан придушив повстання в 135 році, він побудував на місці Єрусалиму язичницьке місто Елія Капітоліна і наказав всю територію між Середземним морем та річкою Йордан назвати Палестиною. Перейменування було проведене з метою стерти пам'ять про існування Юдейського царства. За часів англійської мандата назва «Палестина» закріпилася за всією територією Ерец-Ізраель. У середині XX століття від слова «Палестина» було утворено назву «палестинці» («палестинський народ», «арабський народ Палестини»), що відносилося до арабів, які мешкали на даній території, хоча раніше воно визначало всіх жителів регіону і не носило етнічного забарвлення.
До створення держави Ізраїль євреї всього світу називали його майбутню територію як Палестиною, так і Ерец-Ісраель, а інші назви (наприклад, Ханаан) вийшли з ужитку. Обома термінами користувалися сіоністи та антісіоністи, релігійні та світські. Також в СРСР, в період обмежень на імміграцію, багато євреїв називали Ізраїль «Ерец-Ізраель» або просто «Ерец» в розмовах один з одним за сформованою традицією. Після проголошення держави релігійні євреї, що належать до течій, що не підтримували її створення, використовують термін Ерец-Ісраель (частіше в ашкеназійском вимові, «Ерец-Ісроель») замість Ізраїль, щоб підкреслити своє ставлення до неї. Під їхнім впливом багато хто з релігійних євреїв, які не є антісіоністамі, називають Ізраїль Ерец-Ісраель. Багато сіоністів, від Бен-Гуріона і до сучасних політичних діячів, навпаки, підкреслюють, що єврейський суверенітет поки не розповсюджується на всю територію Ерец-Ісраель. Уклавши мирні угоди з Єгиптом і Йорданією, Ізраїль визнав міжнародні кордони з цими державами, що відсікають частину його історичних територій. Небажанням передавати ворогові частини Ерец-Ісраель, як правило, пояснюється позиція ізраїльського правого табору в ізраїльсько-палестинському конфлікті.